# Nykøbing Sjælland

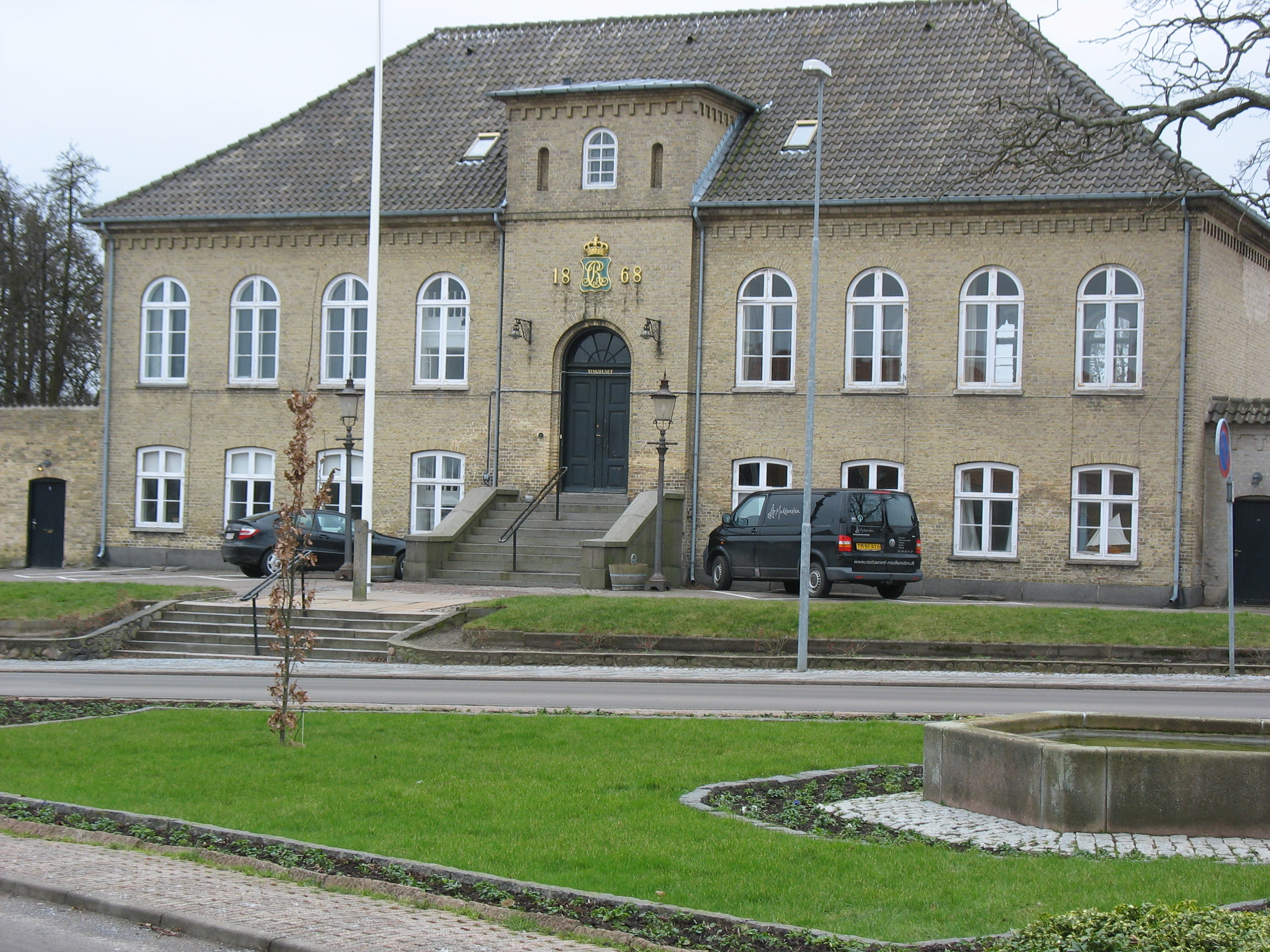
Gerichtsgebäude von 1868

Nykøbing Sjælland anhörenⓘ ist eine dänische Kleinstadt im Nordwesten der Insel Seeland. Der Ort liegt in der Kommune Odsherred am Isefjord. Nykøbing besitzt einen Handelshafen, der nur noch eine geringe logistische Bedeutung hat. Die Stadt hat 5016 Einwohner (Stand 1. Januar 2025). In der Sommersaison wird das Leben stark von den Touristen beeinflusst, die in den umliegenden Ferienhäusern und an den Stränden zu Gast sind.

## Name der Stadt
Der Ursprung des Ortsnamens „Nykøbing“ reicht ins 13. Jahrhundert zurück. Der Anhang „Sjælland“ dient heute zur Unterscheidung von zwei anderen dänischen Städten gleichen Namens, Nykøbing Mors und Nykøbing Falster. In Schriftform wird der Name der Stadt häufig mit „Nykøbing Sj“ wiedergegeben. Im Unterschied zu älteren Städten wie Ribe oder Viborg stieß Nykøbing erst 1443 neu (ny) zum Kreis der Städte mit Marktrechten (købstad) hinzu.

## Stadtgeschichte und Sehenswürdigkeiten
Nykøbing ist eine von Seelands ältesten Städten, die erste urkundliche Erwähnung findet sich in der zweiten Hälfte des 13. Jahrhunderts. Die Kirche der Stadt ist jedoch noch älter, sie stammt aus der ersten Hälfte des 13. Jahrhunderts. Im Jahr 1290 wurde die Stadt von dem rechtlosen adligen Piraten und früheren Kriegsminister (marsk) Stig Andersen Hvide d. Ä. niedergebrannt.
Im Mittelalter lebte Nykøbing vom Heringsfang. Im Jahr 1443 wurde Nykøbing das Stadtrecht verliehen, weil nach dem Wegbleiben der Heringsschwärme der Handel die Fischerei als wichtigsten Erwerbszweig abgelöst hatte. Im Jahr 1590 wurde in der Stadt eine Lateinschule errichtet, die im Jahr 1740 durch eine dänischsprachige Schule ersetzt wurde. Zu diesem Zeitpunkt hatte Nykøbing 350 Einwohner und war somit eine der kleinsten Städte auf Seeland.
Sehenswürdigkeiten in Nykøbing sind neben dem Hafen unter anderem das Odsherred Museum, ein Heimatmuseum, und das Sherlock-Holmes-Museum, in dem es allgemein um Kriminalliteratur geht. An der südlichen Ortseinfahrt befindet sich der 1914 errichtete Wasserturm Nykøbing Seeland.
Nykøbing Sjælland ist die nördliche Endstation der Westseeländischen Lokalbahnen (Vestsjællands Lokalbaner), die Nykøbing mit Holbæk verbinden.

## Söhne und Töchter der Stadt
- Morten Frost (* 1958), Badmintonspieler